# エルトン・ジョン3
『エルトン・ジョン3』（Tumbleweed Connection）は、1970年に発表されたエルトン・ジョンのアルバム。

## 解説
ジャケット、楽曲共に西部劇のイメージの強いアルバム。バーニー・トーピンの好みであるという。
カントリー・ソングの趣きの強い「故郷は心の慰め」「遅れないでいらっしゃい」や、キリスト教的価値観への疑問をぶつけた「聖ペテロよ、私はこれから何処へ」「布教本部を焼き落とせ」などを収録（後者のバーニーの歌詞は三島由紀夫の最高傑作『金閣寺』にも通じる内容の詞であり、1970年代に日音から出版された楽譜集『エルトン・ジョン・ソング・ブック』の今野雄二による対訳詞ページには、金閣寺を描いた挿絵が添えられている）。
後のエルトン・ジョン・バンドのメンバーであるナイジェル・オルソン、ディー・マレイが揃って参加した。
「故郷は心の慰め」は、本作に先駆けて発売されたロッド・スチュワートのアルバム『ガソリン・アレイ』（1970年6月）でカバーされた。
1995年のリマスター盤より、シングルB面曲と、次のスタジオ・アルバム『マッドマン』のタイトル曲の未発表バージョンが追加収録された。「マッドマン」はミック・ロンソンが参加したバージョンである。
2008年のリマスター、及びSHM-CD化再発に際しては、未発表のデモ音源やセッション音源も含む13曲のボーナス・ディスクを追加した、デラックス・エディションとして限定発売された。
『ローリング・ストーン誌が選ぶオールタイム・グレイテスト・アルバム500』に於いて、458位にランクイン。

## 収録曲
全曲、作曲：エルトン・ジョン、作詞：バーニー・トーピン。「Love Song」のみレスリー・ダンカン作。
1. 名高い盗賊の伝説 - "Ballad of a Well-Known Gun"
2. 遅れないでいらっしゃい - "Come Down in Time"
3. 故郷は心の慰め - "Country Comfort"
4. 君は君の親父の息子 - "Son of Your Father"
5. 父の銃 - "My Father's Gun"
6. 聖ペテロよ、私はこれから何処へ - "Where to Now St. Peter?"
7. 愛の歌 - "Love Song"
8. 過ぎし日のアモリーナ - "Amoreena"
9. 老兵の話 - "Talking Old Soldiers"
10. 布教本部を焼き落とせ - "Burn Down the Mission"

ボーナストラック (1998年 マーキュリー再発 / 2001年 ロケット再発)
1. つよき親父の存在 - "Into the Old Man's Shoes"
2. マッドマン（オリジナルバージョン） - "Madman Across the Water" (original version)

### デラックス・エディション
2008年6月3日発売の限定版CD2枚組セット。10曲入りオリジナル版と初出の未発表曲多数収録のボーナスディスク。8、9曲目は現行版のボーナストラックと同一。

#### ボーナスCD
1. "There Goes A Well-Known Gun" 「名高い盗賊の伝説」のデモバージョン。タイトルが異なる。未発表バージョン。
2. "Come Down In Time" (Piano Demo) 未発表バージョン。
3. "Country Comfort" (Piano Demo) 未発表バージョン。
4. "Son Of Your Father" (Piano Demo) 未発表バージョン。
5. "Talking Old Soldiers" (Piano Demo) 未発表バージョン。
6. "Into The Old Man's Shoes" (Piano Demo) 未発表バージョン。
7. "Sisters Of The Cross" (Piano Demo) 未発表曲。
8. "Madman Across the Water" (original version)
9. "Into The Old Man's Shoes"
10. "My Father's Gun" (BBC Session) 1970年12月4日収録。 未発表バージョン。
11. "Ballad of a Well-Known Gun" (BBC Session) 1970年12月4日収録。 未発表バージョン。
12. "Burn Down the Mission" (BBC Session) 1970年2月7日収録。 未発表バージョン。
13. "Amoreena" (BBC Session) 1970年2月7日収録。 未発表バージョン。

## アルバム参加ミュージシャン
- エルトン・ジョン - ピアノ、ボーカル
- カレブ・クェイ - リードギター (1,4,5,6,8曲目、アコースティック・ギター (1,5,6)、12弦ギター (3)
- ロジャー・ポープ - ドラム (1,4,5,6)、パーカッション (1)
- ディー・マレイ - ベース (8)、バック・ボーカル (3,6)
- ナイジェル・オルソン - ドラム (8)、バック・ボーカル (3,6)
- レスリー・ダンカン - アコースティックギター (7)、バック・ボーカル (1,4,5,7)

- レス・サッチャー (Les Thatcher) - アコースティックギター (2,10)、ギター (3)
- マイク・イーガン (Mike Egan) - アコースティックギター (10)
- ゴードン・ハントリー (Gordon Huntley) - スティール・ギター (3)
- バリー・モルガン - ドラム (2,3,10)
- デイヴ・グローヴァー - ベース (1,4,5,6)
- ハービー・フラワーズ (Herbie Flowers) - ベース (2,3,10)
- クリス・ローレンス (Chris Laurence) - アコースティックベース (2,10)
- スカイラ・カンガ - ハープ (2)
- カール・ジェンキンス (Karl Jenkins) - オーボエ (2)
- ジョニー・ヴァン・デレク (Johnny Van Derek) - ヴァイオリン (3)
- イアン・ダック (Ian Duck) - ハーモニカ (3,4)
- ロビン・ジョーンズ (Robin Jones) - コンガ&タンバリン (10)
- ブライアン・ディー - オルガン (10)
- バック・ボーカル
  - マデリーン・ベル、ケイ・ガーナー (1,4,5)
  - トニー・バロウズ、トニー・ハザード、ダスティ・スプリングフィールド (Dusty Springfield) (1,5)
  - スー＆サニー (Sue and Sunny)、タミー・ハント (Tammi Hunt) (4)

## 製作
- ガス・ダッジョン - プロデューサー
- スティーヴ・ブラウン - コーディネーター
- ロビン・ゲオフリー・ケーブル - エンジニア
- ポール・バックマスター - アレンジャー
- デヴィッド・ラーカム (David Larkham) - アート・ディレクション & スリーヴ・デザイン
- イアン・ディジー・オーウェン (Ian Digby-Owens) - カバー写真
- イアン・ディジー・オーウェン & バリー・ウェンツェル (Barrie Wentzell) & デヴィッド・ラーカム - 中面スリーヴ写真

- ガス・ダッジョン & ジョン・トブラー - ライナーノーツ（1995年リマスター盤より）